# Districtul civil Grove, comitatul Harnett, Carolina de Nord

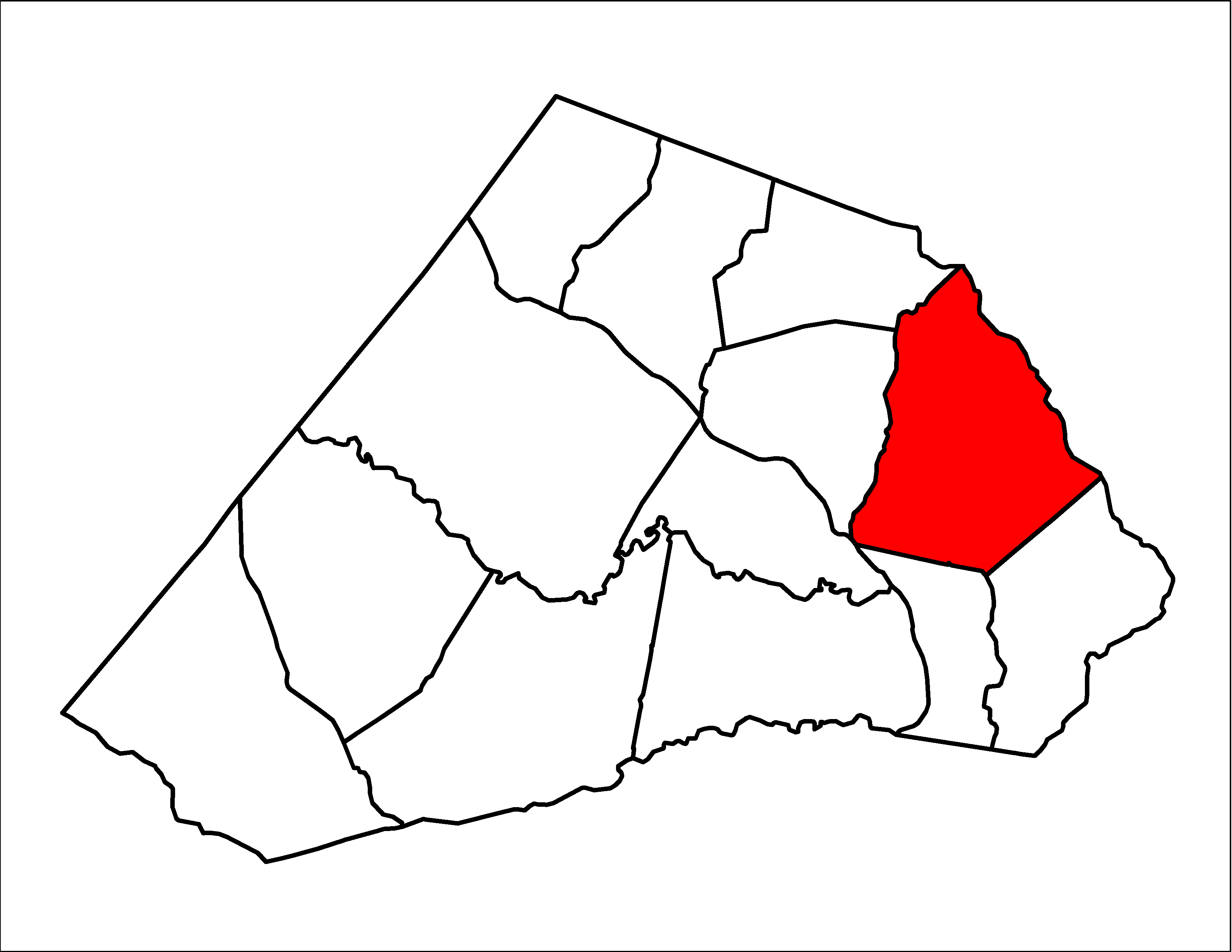
Plasarea districtului civil Grove în cadrul comitatului Harnett, statul, SUA.

Districtul civil Grove (în original, civil township) este unul dintre cele treisprezece zone locuite cu statut de township din comitatul Harnett, statul  Carolina de Nord,  Statele Unite ale Americii.

## Descriere
Populația districtului civil Grove fusese de 9.475 de locuitori, conform datelor recensământului din anul 2000 culese de United States Census Bureau. La cei 9.475 de locuitori, districtul civil Averasboro este, din acest punct de vedere, un district cu o populație mediu ridicată din comitatul Harnett.
Din punct de vedere geografic, Grove Township ocupă 138.91 km2 (sau 53.63 sqmi) în nord-estul comitatului Harnett.  Singura localitate încorporată din district este Coats.  Printre localitățile neîncorporate ale districtului se numără și Turlington. Granița estică a districtului o reprezintă comitatul Johnston.